# Upleta
Upleta è una suddivisione dell'India, classificata come municipality, di 55.341 abitanti, situata nel distretto di Rajkot, nello stato federato del Gujarat. In base al numero di abitanti la città rientra nella classe II (da 50.000 a 99.999 persone).

## Geografia fisica
La città è situata a 21° 43' 60 N e 70° 16' 60 E e ha un'altitudine di 38 m s.l.m..

## Società

### Evoluzione demografica
Al censimento del 2001 la popolazione di Upleta assommava a 55.341 persone, delle quali 28.256 maschi e 27.085 femmine. I bambini di età inferiore o uguale ai sei anni assommavano a 6.241, dei quali 3.487 maschi e 2.754 femmine. Infine, coloro che erano in grado di saper almeno leggere e scrivere erano 39.094, dei quali 21.394 maschi e 17.700 femmine.